# 香包

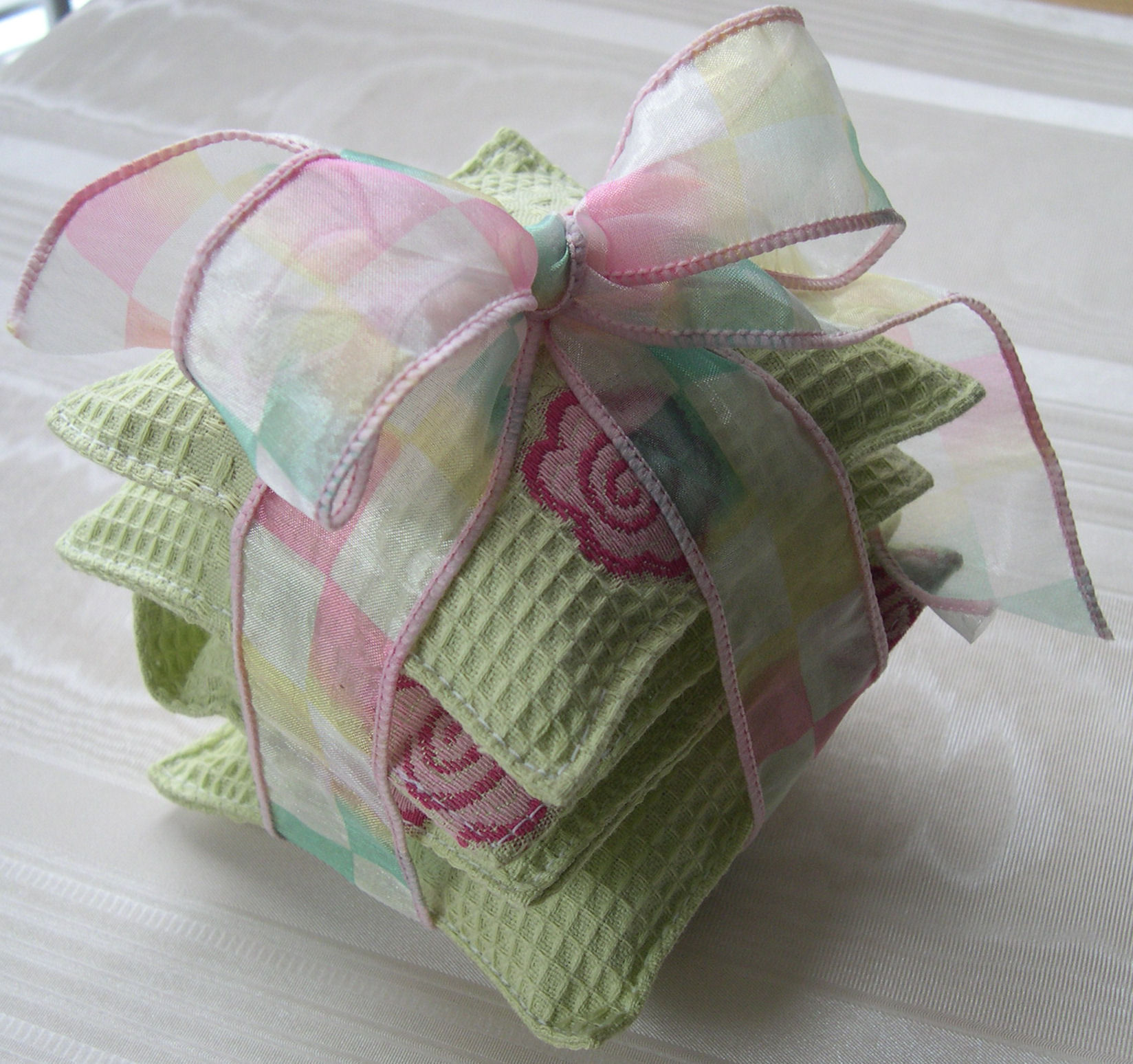
装满花朵的香囊

香包，又叫香囊、容臭、香缨、香球、佩帏、馨香，是一種盛載香料的袋。包款採用棉、亞麻或歐根紗製作。

## 歷史

### 中國
在先秦時代是未成年者所繫的饰物之一。當時的香料可能是澤蘭屬香草。
漢代則出現了固定式的大型香囊，用以懸掛在室內除臭。魏晉以降仍沿襲肘佩香包，牀繫香囊的習慣。
明代香包的形式已於現代相距不大。如梅蕊香包以丁香、甘松、藿香葉、白芷、牡丹皮、零陵香、茴香、八角茴香搗碎後裝入絹袋製成佩帶。
最遲至清中葉時，香包已與端午佩艾草之風俗習合，產生了厭勝驅邪的象徵意義。並作為端午習俗的一環保存至今。

## 外部連結
- Perfume Sachet （页面存档备份，存于） on Google Art Project